# Brienz/Brinzauls
Brienz (tyska) eller Brinzauls (rätoromanska), officiellt Brienz/Brinzauls, är en ort och tidigare kommun i distriktet Albula i den schweiziska kantonen Graubünden, som från och med 2015 ingår i kommunen Albula/Alvra. Byn Brienz ligger på en bergsterrass ungefär 250 meter ovanför floden Albula.
Det traditionella språket är surmeirisk rätoromanska, som förr var hela befolkningens modersmål. Under 1900-talet senare del har dock detta språk hastigt trängts undan på bekostnad av tyska. Vid folkräkningen 2000 hade endast en tredjedel av invånarna rätoromanska som modersmål, jämfört med två tredjedelar 1980. Enligt kantonala språkregler räknades kommunen som rätoromansk, men förvaltningsspråket var likväl tyska. Alla låg- och mellanstadieelever undervisas dock på rätoromanska i grannkommunen Lantsch/Lenz.
Kyrkan är katolsk, och den reformerta minoriteten av invånarna söker sig till kyrkan i Filisur, en mil österut.